# Penny (Vorname)
Penny ist ein Hypokoristikum und ein Vorname, der häufig als Diminutiv des englischen weiblichen Vornamens Penelope verwendet wird.

## Verbreitung
In den Vereinigten Staaten stieg die Häufigkeit des Vornamens Penny bei Neugeborenen ab den 1930er Jahren stark an, erreichte seinen Höhepunkt Anfang der 1960er Jahre und sank daraufhin bis um 2000 wieder kontinuierlich. Bis etwa 2015 erhöhte sich die Benennung von Neugeborenen wieder leicht.
Der Vorname kommt hauptsächlich im englischen Sprachraum und in ehemaligen britischen Kolonien und Protektoraten vor.

## Varianten
Eine Variante des Vornamens ist Pennie.

## Namensträger

### Vorname
- Penny Downie (* 1954), australische Schauspielerin
- Penny Drake (* 1977), US-amerikanische Schauspielerin und Model
- Penny Fuller (* 1940), US-amerikanische Schauspielerin
- Penny Johnson Jerald (* 1961), US-amerikanische Schauspielerin
- Penny McCoy (* 1949), US-amerikanische Skifahrerin
- Penny Peyser (* 1951), US-amerikanische Schauspielerin, Produzentin und Regisseurin
- Penny Pritzker (* 1959), US-amerikanische Unternehmerin und Politikerin (Demokratische Partei)
- Penny Ryan (* 1960), kanadische Curlerin
- Penny Slater (* 1996), australische Triathletin
- Pennie Smith (* um 1949), britische Konzertfotografin
- Penny Werthner (* 1951), kanadische Leichtathletin
- Penny Wolin (* 1953), US-amerikanische Porträtfotografin und visuelle Anthropologin
- Penny Yassour (* 1950), israelische Installationskünstlerin

### Spitzname von Penelope
- Penny Gillies (* 1951), australische Leichtathletin
- Pinelopi „Penny“ Goldberg (* 1963 oder 1964), griechisch-US-amerikanische Ökonomin
- Penny Hunt (* 1948), neuseeländische Sprinterin
- Penelope „Penny“ Heyns (* 1974), südafrikanische Schwimmerin
- Penny Jamieson (* 1942), anglikanische Bischöfin
- Penny Jordan (1946–2011), britische Schriftstellerin
- Penny Marshall (1943–2018), US-amerikanische Schauspielerin, Filmregisseurin und Produzentin
- Penny Mordaunt (* 1973), britische Politikerin (Conservative Party)
- Penny Oleksiak (* 2000), kanadische Schwimmerin
- Penny Olsen (* 1949), australische Ornithologin und Sachbuchautorin
- Penny Pitou (* 1938), US-amerikanische Skifahrerin
- Penny Simmonds (* 1959), neuseeländische Politikerin (New Zealand National Party)
- Penny Taylor (* 1981), australische Basketballspielerin
- Penny Vilagos (* 1963), kanadische Synchronschwimmerin
- Penny Wong (* 1968), australische Politikerin (Australian Labor Party)

### Spitzname anderer Herkunft
- Penny Edwards (1928–1998), US-amerikanische Schauspielerin
- Penny Hardaway (* 1971), US-amerikanischer Basketballspieler

### Künstlername
- Penny Banner (1934–2008), US-amerikanische Wrestlerin
- Penny Flame (1983), US-amerikanische Pornodarstellerin
- Penny McLean (* 1946), österreichische Sängerin und Autorin
- Penny Pax (* 1989), US-amerikanische Pornodarstellerin
- Penny Rimbaud (* 1943), englischer Musiker
- Penny Singleton (1908–2003), US-amerikanische Sängerin und Schauspielerin

## Sonstige Namensverwendung
Der Name wurde für folgende fiktive Figuren vergeben:
- Penny, Heldin im Roman Chelbury Abbey von Denis Mackail (1933)[1]
- Penny, im Zeichentrickfilm Bernard und Bianca – Die Mäusepolizei (1977)
- Penny Morris, in der Trickfilm- und Animationsserie Feuerwehrmann Sam (ab 1987)
- Penelope „Penny“ Halliwell, in der Fernsehserie Charmed – Zauberhafte Hexen (1998–2006)
- Ab durch die Hecke#Synchronisation, im Animationsfilm Ab durch die Hecke (2006)
- Penny, in der Sitcom The Big Bang Theory (2007–2019)
- Penny Fitzgerald, in der Zeichentrickserie Die fantastische Welt von Gumball (2007–2019)
- Penny, in der Miniserie Dr. Horrible’s Sing-Along Blog (2008)
- Penny Hartz, in der Sitcom Happy Endings (2011–2013)